# جون إيوانو
جون إيوانو هو ممثل كندي، ولد في 1953.

## وصلات خارجية
- جون إيوانو على موقع IMDb (الإنجليزية)
- جون إيوانو على موقع قاعدة بيانات الأفلام السويدية (السويدية)
- جون إيوانو على موقع قاعدة بيانات الفيلم (الإنجليزية)
- جون إيوانو على موقع كينوبويسك (الروسية)